# محمدسعید اخباری
محمد سعید اخباری (زاده ۲۸ بهمن ۱۳۶۴ در تهران) سرمربی فوتبال اهل ایران است که هم‌اکنون هدایت باشگاه فوتبال چادرملو در لیگ برتر خلیج فارس را بر عهده دارد.
اخباری از نسل جدید مربیان ایرانی است که احتمالاً با آمدن این نسل رویکرد جدیدی در فوتبال ایران مشاهده کرد و سطح فنی فوتبال ایران بسیار پیشرفت می‌کند.
اخباری علاوه بر سابقه مربیگری، تحلیل گر و کارشناس برنامه‌های ورزشی در صداوسیما می‌باشد.
وی در سال ۱۳۹۹ با جدایی وحید بیاتلو از تیم ماشین‌سازی تبریز به عنوان مربی موقت این تیم فعالیت کرد.
سپس با نظر هیئت مدیره به عنوان سرمربی جدید در ماشین‌سازی انتخاب شد.
محمد سعید اخباری در فصل ۰۳–۱۴۰۲ لیگ آزادگان، موفق شد با کسب رتبه نایب‌قهرمانی تیم چادرملو اردکان را به لیگ برتر خلیج فارس بیاورد.

## تحصیلات
سعید اخباری از رتبه‌های برتر کنکور ریاضی بوده و فارغ‌التحصیل «مهندسی مکانیک» از دانشگاه صنعتی امیرکبیر است. وی در مقطع کارشناسی ارشد در رشته «روانشناسی ورزش» در دانشگاه تهران تحصیل کرده‌است.
وی مدرک A آسیا را درسال ۲۰۱۳ اخذ نموده‌است.
سعید اخباری مسلط به زبان انگلیسی بوده و همچنین مدرک مربیگری ارشد خود را از مؤسسه هانس وایزوایلر (Hennes Wiesweiler) آلمان اخذ نموده‌ است.

## سوابق ورزشی
1. آنالیزور رسول کربکندی تیم راه آهن تهران ۱۳۸۹
2. آنالیزور عبدالله ویسی صبای قم ۱۳۹۰
3. مربی پاس همدان ۱۳۹۰ وینگو بگوویچ
4. آنالیزور تیم پیکان ۱۳۹۱
5. آنالیزور استقلال خوزستان ۱۳۹۲
6. مربی تیم راه‌آهن ۱۳۹۳
7. آنالیزور استقلال خوزستان ۱۳۹۴
8. مسئول گروه آنالیز تیم سپاهان ۱۳۹۵
9. مربی فولاد خوزستان دستیار پورموسوی ۱۳۹۶–۱۳۹۷
10. سرمربی تیم شهدای بابلسر لیگ دو ۱۳۹۸
11. مربی تیم گل گهر سیرجان دستیار محید جلالی ۱۳۹۹
12. سرمربی ماشین‌سازی ۱۳۹۹–۱۴۰۰
13. سرمربی سایپا ۱۴۰۰
14. سرمربی چادر ملو ۱۴۰۱-

## افتخارات
تیم فوتبال چادرملو

  نایب‌ قهرمانی لیگ لیگ آزادگان ۱۴۰۲ - ۱۴۰۳ به همراه سرمربی تیم چادرملو اردکان